# NGC 5465
NGC 5465 é uma estrela na direção da constelação de Virgo. O objeto foi descoberto pelo astrônomo Wilhelm Tempel em 1882, usando um telescópio refrator com abertura de 11 polegadas. 